# وسيلة سعد
وسيلة فاضل سعد مواليد 25 نوفمبر 1989 في عدن، هي منافسة يمنية دولية في سباقات المضمار والميدان والجري السريع،  ومثلت اليمن في الألعاب الأولمبية الصيفية 2008 في بكين. نافست في سباق 100 متر في 16 أغسطس 2008، وحققت المركز السابع بزمن قدره 13.60 ثانية.

## وصلات خارجية
1. ↑  "Athlete biography: Waseelah Saad". beijing2008.cn. مؤرشف من الأصل في 2008-09-16. اطلع عليه بتاريخ 2008-08-27.
2. ↑  "Results Summary: Women's 100m Round 1". beijing2008.cn. مؤرشف من الأصل في 2008-12-11. اطلع عليه بتاريخ 2013-11-26.

- وسيلة سعد على موقع الاتحاد الدولي لألعاب القوى (الإنجليزية)
- وسيلة سعد على موقع أوليمبيديا (الإنجليزية)